# Pilâtre (cráter)
Pilâtre es un cráter de impacto situado cerca del terminador suroeste de la Luna. Se encuentra justo al norte-noroeste de la llanura amurallada del cráter mucho más grande Hausen. El cráter satélite Pingré S está unido al borde oriental de Pilâtre, con el propio Pingré situado más al noreste. Justo al oeste-suroeste se halla Chappe, una formación de dimensiones similares a Pilâtre.
|  |

Debido a su ubicación, este cráter se ve casi lateralmente cuando se observa desde la Tierra, lo que limita el detalle que se puede percibir. Esta parte de la superficie también está sujeta a libración, por lo que el cráter a veces puede estar completamente oculto a la vista.
El brocal de esta formación ha sido fuertemente desgastado por el efecto de la erosión de posteriores impactos, dejando una elevación irregular marcada por una serie de impactos menores. Presenta un ligero abultamiento hacia el exterior en la parte occidental del borde, siendo la pared interior más ancha en esa parte del cráter. El suelo interior es algo irregular, y contiene un cráter pequeño cerca de la pared interior del sudeste.
Este cráter fue designado previamente como Hausen B, antes de que la UAI le asignase su nombre actual.
Pilâtre se encuentra al sur de la Cuenca Mendel-Rydberg, una depresión de 630 km de diámetro generada por un impacto del Período Nectárico.